# Östra Gäsene församling
Östra Gäsene församling var en församling i Kullings kontrakt i Skara stift. Församlingen ligger i Herrljunga kommun i Västra Götalands län. Församlingen ingick i Herrljunga pastorat. Församlingen uppgick 2021 i Herrljungabygdens församling.

## Administrativ historik
Församlingen bildades 2010 genom sammanläggning av Alboga församling, Ods församling, Broddarps församling, Eriksbergs församling, Mjäldrunga församling och Öra församling och ingick däreftet i Herrljunga pastorat. Församlingen uppgick 2021 i Herrljungabygdens församling.

## Kyrkor
- Alboga kyrka
- Broddarps kyrka
- Eriksbergs gamla kyrka
- Eriksbergs nya kyrka
- Mjäldrunga kyrka
- Ods kyrka
- Öra kyrka